# Alunitcsoport
Az  alunitcsoport a VI. Szulfátok és rokon vegyületek ásványosztályhoz tartozó, a vízmentes szulfátok alosztályon belül a trigonális rendszerben kristályosodó szulfátok. 
Általános képletük: 
AB3(SO4)2(OH)6  ahol A=  Ag, K,  Fe, Na, NH4, H3O, Tl, Ba, Pb; míg a B= Al, Fe3+, Cu.

## Az alunitcsoport tagjai
Alunit (névváltozat: timsókő.)  KAl3(SO4)2(OH)6
Ammonioalunit.   (NH4)Al3(SO4)2(OH)6.
- Sűrűsége:  2,4 g/cm³.
- Keménysége: 3,5-4,0   (a Mohs-féle keménységi skála szerint).
- Színe:  fehér, szürkésfehér.
- Fénye:  üvegfényű.
- Pora:   fehér.
- Átlátszósága: áttetsző.
- Kémiai összetétele:
- Alumínium (Al) =20,6%
- Kén (S) =16,3%
- Nitrogén (N) =3,5%
- Hidrogén (H) =2,6%
- Oxigén (O) =57,0%

Ammoniojarosit.    (NH4)Fe3+3(SO4)2(OH)6.
- Sűrűsége:  3,02 g/cm³.
- Keménysége: 3,5-4,5   (a Mohs-féle keménységi skála szerint).
- Színe:  sárga.
- Fénye: fakó, fénytelen.
- Pora:   világossárga.
- Átlátszósága: áttetsző.
- Kémiai összetétele:
- Vas (Fe) =34,9%
- Nitrogén (N) =2,9%
- Kén (S) =13,4%
- Hidrogén (H) =2,1%
- Oxigén (O) =46,7%

Argentojarosit. AgFe3+3(SO4)2(OH)6.
- Sűrűsége:  3,66 g/cm³.
- Keménysége: 3,5-4,5   (a Mohs-féle keménységi skála szerint).
- Színe:  sárga, sárgásbarna, barna.
- Fénye:  üvegfényű.
- Pora:   sárga.
- Átlátszósága: áttetsző.
- Kémiai összetétele:
- Ezüst (Ag) =18,9%
- Vas (Fe) =29,4%
- Kén (S) =11,3%
- Hidrogén (H) =1,0%
- Oxigén (O) =39,4%

Beaverit. (névváltozat:  mottramit)   PbCu(Fe3+,Al)2(SO4)2(OH)6.
- Sűrűsége:  4,36 g/cm³.
- Keménysége: 3,5-4,5   (a Mohs-féle keménységi skála szerint).
- Színe:  sárga.
- Fénye: gyantás vagy üvegfényű.
- Pora:   világossárga.
- Átlátszósága: áttetsző.
- Kémiai összetétele:
- Alumínium (Al) =2,0%
- Vas (Fe) =12,7%
- Réz (Cu) =9,6%
- Ólom (Pb) =31,3%
- Kén (S) =9,7%
- Hidrogén (H) =0,9%
- Oxigén (O) =38,8%

Dorallcharit.   (Tl,K)Fe3+3(SO4)2(OH)6.
- Sűrűsége:  3,85 g/cm³.
- Keménysége: 3,0-4,0   (a Mohs-féle keménységi skála szerint).
- Színe:  aranysárga.
- Fénye: fénytelen, fakó.
- Pora:   világossárga.
- Átlátszósága: áttetsző.
- Kémiai összetétele:
- Tallium (Tl) =23,2%
- Vas (Fe) =27,2%
- Kálium (K) =1,9%
- Kén (S) =10,4%
- Hidrogén (H) =1,0%
- Oxigén (O) =36,3%

Hidroniumjarosit.    H3O)Fe3+3(SO4)2(OH)6.
- Sűrűsége:  2,7 g/cm³.
- Keménysége: 4,0-4,5   (a Mohs-féle keménységi skála szerint).
- Színe:  szalmasárga, barnásvörös, barna.
- Fénye: gyantás vagy üvegfényű.
- Pora:   világossárga.
- Átlátszósága: áttetsző.
- Kémiai összetétele:
- Vas (Fe) =34,9%
- Kén (S) =13,3%
- Hidrogén (H) =1,9%
- Oxigén (O) =48,9%

Huangit.   CaAl3(SO4)2(OH)6.
- Sűrűsége:  2,8 g/cm³.
- Keménysége: 3,0-4,0   (a Mohs-féle keménységi skála szerint).
- Színe:  fehér, sárgás.
- Fénye:  üvegfényű.
- Pora:   fehér.
- Átlátszósága: áttetsző.
- Kémiai összetétele:
- Alumínium (Al) =20,5%
- Kalcium (Ca) =5,1%
- Kén (S) =16,2%
- Hidrogén (H) =1,5%
- Oxigén (O) =56,7%

Jarosit.  (Névváltozat: jarozit, sárga vasérc.) KFe33+(SO4)2(OH)6.
Minamiit.   (Na,Ca,K)Al3(SO4)2(OH)6.
- Sűrűsége:  2,8 g/cm³.
- Keménysége: 3,0-4,0   (a Mohs-féle keménységi skála szerint).
- Színe:  fehér.
- Fénye:  üvegfényű.
- Pora:   fehér.
- Átlátszósága: áttetsző.
- Kémiai összetétele:
- Alumínium (Al) =20,0%
- Nátrium (Na) =3,4%
- Kalcium (Ca) =3,0%
- Kálium (K) =1,0%
- Kén (S) =15,8%
- Hidrogén (H) =1,5%
- Oxigén (O) =55,3%

Nátroalunit.    NaAl3(SO4)2(OH)6.
- Sűrűsége:  2,75 g/cm³.
- Keménysége: 3,5-4,0   (a Mohs-féle keménységi skála szerint).
- Színe:  fehér, szürkésfehér, sárga, barnásvörös.
- Fénye:  üveg és gyöngyházfényű.
- Pora:   fehér.
- Átlátszósága: áttetsző.
- Kémiai összetétele:
- Alumínium (Al) =20,3%
- Nátrium (Na) =5,8%
- Kén (S) =16,1%
- Hidrogén (H) =1,5%
- Oxigén (O) =56,3%

Nátrojarosit.    NaFe3+3(SO4)2(OH)6.
- Sűrűsége:  3,09 g/cm³.
- Keménysége: 2,5-3,5   (a Mohs-féle keménységi skála szerint).
- Színe:   sárga, okkersárga.
- Fénye:  üvegfényű.
- Pora:   világossárga.
- Átlátszósága: áttetsző.
- Kémiai összetétele:
- Nátrium (Na) =4,7%
- Vas (Fe) =34,6%
- Kén (S) =13,2%
- Hidrogén (H) =1,3%
- Oxigén (O) =46,2%

Osarizawait.    PbCuAl2(SO4)2(OH)6.
- Sűrűsége:  4,04 g/cm³.
- Keménysége: 3,0-4,0   (a Mohs-féle keménységi skála szerint).
- Színe:  zöld.
- Fénye:  földszerű.
- Pora:   világoszöld.
- Átlátszósága: áttetsző.
- Kémiai összetétele:
- Ólom (Pb) =33,5%
- Réz (Cu) =10,3%
- Alumínium (Al) =8,7%
- Kén (S) =10,3%
- Hidrogén (H) =1,0%
- Oxigén (O) =36,2%

Plumbojarosit.    (Névváltozat: galena) PbFe3+3(SO4)4(OH)12.
- Sűrűsége:  3,63 g/cm³.
- Keménysége: 1,5-2,0  nagyon lágy ásvány(a Mohs-féle keménységi skála szerint).
- Színe:  sárgásbarna, sötétbarna, aranybarna.
- Fénye:  fakó, üvegfényű.
- Pora:   barnás.
- Átlátszósága: áttetsző.
- Kémiai összetétele:
- Ólom (Pb) =18,3%
- Vas (Fe) =29,7%
- Kén (S) =11,3%
- Hidrogén (H) =1,1%
- Oxigén (O) =39,6%

Schlossmacherit.    (H3O,Ca)Al3(AsO4,SO4)2(OH)6.
- Sűrűsége:  3,0 g/cm³.
- Keménysége: 3,0-4,0   (a Mohs-féle keménységi skála szerint).
- Színe:   szürkészöld, világoszöld.
- Fénye:  üvegfényű.
- Pora:   fehér.
- Átlátszósága: áttetsző.
- Kémiai összetétele:
- Alumínium (Al) =17,5%
- Kalcium (Ca) =2,2%
- Arzén (As) =24,2%
- Kén (S) =3,5%
- Hidrogén (H) =1,8%
- Oxigén (O) =50,8%

Waithierit.    BaAl3(SO4)2(OH)6.
- Sűrűsége:  2,96 g/cm³.
- Keménysége: 3,0-4,0   (a Mohs-féle keménységi skála szerint).
- Színe:  fehér,  sárga.
- Fénye:  üvegfényű.
- Pora:   fehér.
- Átlátszósága: áttetsző.
- Kémiai összetétele:
- Bárium (Ba) =15,5%
- Alumínium (Al) =18,2%
- Kén (S) =14,4%
- Hidrogén (H) =1,4%
- Oxigén (O) =50,5%